# Walter Krause (Kunsthistoriker)
Walter Krause (* 1943 in Wien) ist ein österreichischer Kunsthistoriker und Hochschullehrer.

## Leben
Krause promovierte 1972 an der Universität Wien zum Dr. phil. Schon während des Studiums war er als Wissenschaftliche Hilfskraft am Institut für Kunstgeschichte tätig, ab 1972 als Assistent von Professor Renate Wagner-Rieger. Im Zusammenhang mit den zunehmenden Aufgaben im Universitätsbetrieb beendete er 1974 seine langjährige Tätigkeit als Lektor für Jugendliteratur. Neben diversen technischen und Verwaltungsfunktionen (Diapositiv-Sammlung, Fakultätskollegium, Fakultätskommissionen, Senatskommissionen, AKH-Beirat) übernahm Krause ab 1978 die wissenschaftliche Betreuung der Sammlungen in der Burg Hardegg, später auch der Sammlungen der Stadtgemeinde Hardegg.
Krause lehrte 1980–89 an der „Summer School of the University of Vienna“ und wurde 1980 in Nachfolge der früh verstorbenen Renate Wagner-Rieger zum Leiter des Forschungsunternehmens „Wiener Ringstraße“ bestellt. 1981 habilitierte er sich im Fach Mittlere und Neuere Kunstgeschichte mit einer Arbeit über die Plastik der Wiener Ringstraße, 1993 erfolgte die Ernennung zum Tit.Ao Professor. 1997 zum Ao. Professor. Neben seiner Lehrtätigkeit in Wien lehrte Krause auch an der Universität Graz sowie an der Eötvös Lorand Universität und an der Central European University in Budapest. Seit 1988 ist er Mitglied des Denkmalbeirats beim österreichischen Bundesdenkmalamt.
Auch nach seiner 2009 erfolgten Versetzung in den Ruhestand ist Krause weiterhin in Lehre und Forschung aktiv.